# Franka Batelić
Franka Batelić Ćorluka (Fiume, 7 giugno 1992) è una cantante croata, divenuta famosa nel 2007 in seguito alla sua vittoria alla prima edizione del talent show croato Showtime.
Ha rappresentato la Croazia all'Eurovision Song Contest 2018 con il brano Crazy, non riuscendo a qualificarsi per la serata finale.

## Biografia
Franka Batelić è figlia di Ingrid e Damir Batelić e ha un fratello minore, Nikola, chitarrista della band Storm. Franka ha iniziato a cantare all'età di tre anni, inizialmente come solista nel coro Minicantanti.
Nel 2007 Franka si è presentata alle audizioni della prima stagione del talent show croato Showtime cantando Come saprei di Giorgia di fronte ai giudici Jacques Houdek, Ivana Husar e Boris Banović. La cantante ha finito per vincere la competizione, sconfiggendo gli altri ventuno finalisti e ottenendo il maggior numero di televoti nella finale a quattro. Con la sua vittoria Franka ha firmato un contratto con l'etichetta discografica Hit Records e ha pubblicato il suo singolo di debutto, Ovaj dan.
Il suo secondo singolo, Ruža u kamenu, è uscito a maggio 2008 e ha partecipato alla dodicesima edizione del Croatian Radio Festival ad Abbazia, dove ha vinto il premio del pubblico nella categoria pop/rock per avere ottenuto il maggior numero di televoti dal pubblico. Ruža u kamenu ha inoltre rappresentato la Croazia all'OGAE Song Contest, una competizione musicale organizzata dai vari fan club nazionali dei Paesi partecipanti all'Eurovision Song Contest, portando a casa la prima vittoria per il suo Paese. Incoraggiata da questo successo nel mondo eurovisivo, nel 2009 Franka ha partecipato alla competizione Dora organizzata da HRT, l'ente radiotelevisivo nazionale croato, per ottenere la possibilità di rappresentare la Croazia all'Eurovision Song Contest 2009 con la sua canzone Pjesma za kraj. È arrivata settima nella finale ottenendo 18 punti.
A dicembre 2009 Franka ha partecipato con Ištvan Varga alla quarta edizione di Ples sa zvijezdama, la versione croata di Ballando con le stelle. La coppia ha vinto la competizione.
Franka ha pubblicato il suo album di debutto di musica dance, Featuring, nel 2012, per poi prendersi alcuni anni di pausa dai riflettori. Ha fatto ritorno alla scena a dicembre 2017 con la pubblicazione del suo primo singolo in oltre quattro anni, S tobom, che ha raggiunto la terza posizione nella classifica croata.
Il 13 febbraio 2018 l'ente radiotelevisivo croato HRT ha annunciato di aver selezionato Franka internamente come rappresentante croata per l'Eurovision Song Contest 2018 con il brano Crazy.
L'artista si è esibita nella prima semifinale della manifestazione, mancando la qualificazione alla finale, classificandosi diciassettesima con 63 punti.
Il 21 luglio 2018 si è sposata con il difensore della Nazionale di calcio della Croazia Vedran Ćorluka nella località di Valle/Bale, in Istria.

## Attivismo
Batelić è un'avvocato pro diritti LGBT, e un'attivista per i diritti degli animali. Nel 2009 è stata il volto della campagna croata "Amico degli animali".

## Discografia

### Album
- 2012 - Featuring
- 2018 - S tobom

### Singoli
- 2007 - Ovaj dan
- 2008 - Ruža u kamenu
- 2009 - Pjesma za kraj
- 2009 - Možda volim te
- 2009 - Moje najdraže
- 2010 - Na tvojim rukama
- 2011 - Crna duga
- 2011 - Ne!
- 2012 - San
- 2012 - Pred svima
- 2013 - Ljubav je...
- 2017 - S tobom
- 2018 - Crazy
- 2018 - Kao ti i ja
- 2018 - Ti mi nosiš sreću
- 2018 - Tajno
- 2019 - Ljubav, ništa više
- 2019 - Sve dok sanjaš
- 2019 - Samo s tobom meni Božić je (con Igor Geržina)
- 2020 - Nedodirljivi

#### Collaborazioni
- 2010 - Cijeli svijet (AliBi feat. Franka Batelić)
- 2011 - On Fire (Eric Destler feat. Franka Batelić)
- 2012 - Run (Eric Destler feat. Franka Batelić)